# Ben Barnett (cầu thủ bóng đá)
Benjamin James Barnett (sinh ngày 18 tháng 12 năm 1969) là một cầu thủ bóng đá người Anh thi đấu ở Football League, ở vị trí tiền đạo.